# Gregor Foitek
Gregor Foitek (Zürich, 27 de marzo de 1965) es un expiloto de automovilismo suizo.

## Biografía
Su padre, Karl Foitek, era uno de los concesionarios de autos deportivos más importantes de Suiza, Garaje Foitek AG Exklusive Sportwagen, en Urdorf.

## Carrera
Foitek ganó la Fórmula 3 Suiza en el año 1986. También compitió en la F3 Alemana en un Dallara 386-Volkswagen, viniendo igual noveno con 33 puntos, incluyendo una carrera en la que tuvo el hat-trick de la pole, la vuelta rápida y ganar la carrera.
Debutó en la Fórmula 1 el 26 de marzo de 1989 con el equipo EuroBrun, un día antes de su cumpleaños. Disputó 22 Grandes Premios de Fórmula 1, pero solamente se clasificó en siete. Su mejor resultado fue un séptimo puesto en el GP de Mónaco de 1990 y su última carrera fue esa misma temporada cuando su equipo, Onyx, entró en bancarrota.
En 1992 participó en dos carreras de CART para el equipo A. J. Foyt Enterprises, pero abandonó en ambas por problemas mecánicos.

## Resultados

### Fórmula 1
(Clave) (negrita indica pole position) (cursiva indica vuelta rápida)

| Año     | Escudería                   | 1       | 2        | 3        | 4        | 5        | 6        | 7        | 8        | 9        | 10       | 11       | 12  | 13  | 14      | 15  | 16  | Pos. | Puntos |
| ------- | --------------------------- | ------- | -------- | -------- | -------- | -------- | -------- | -------- | -------- | -------- | -------- | -------- | --- | --- | ------- | --- | --- | ---- | ------ |
| 1989    | EuroBrun Racing             | BRA DNQ | SMR DNPQ | MON DNPQ | MEX DNPQ | USA DNPQ | CAN DNPQ | FRA DNPQ | GBR DNPQ | GER DNPQ | HUN DNPQ | BEL DNPQ | ITA | POR |         |     |     | NC   | 0      |
| 1989    | Rial Racing                 |         |          |          |          |          |          |          |          |          |          |          |     |     | ESP DNQ | JPN | AUS | NC   | 0      |
| 1990    | Motor Racing Developments   | USA Ret | BRA Ret  |          |          |          |          |          |          |          |          |          |     |     |         |     |     | NC   | 0      |
| 1990    | Monteverdi Onyx Formula One |         |          | SMR Ret  | MON 7    | CAN Ret  | MEX 15   | FRA DNQ  | GBR DNQ  | GER Ret  | HUN DNQ  | BEL      | ITA | POR | ESP     | JPN | AUS | NC   | 0      |
| Fuente: |                             |         |          |          |          |          |          |          |          |          |          |          |     |     |         |     |     |      |        |